# Simulium qinghaiense
Simulium qinghaiense es una especie de insecto del género Simulium, familia Simuliidae, orden Diptera.
Fue descrita científicamente por Liu, Gong, Zhang, Luo & An , 2003.